# Grobelce
Grobelce so naselje v Občini Šmarje pri Jelšah.